# Justo Ruiz
Justo Ruiz González (Vitoria, 31 agosto 1969) è un allenatore di calcio ed ex calciatore spagnolo naturalizzato andorrano, di ruolo centrocampista.

## Carriera

### Giocatore

#### Club
Ha giocato nella prima divisione spagnola.

#### Nazionale
Con la Spagna ha partecipato ai Mondiali Under-20 del 1989; successivamente ha optato per rappresentare Andorra, con la cui nazionale ha giocato in totale 65 partite (con anche 2 gol segnati) nell'arco di un decennio.

### Allenatore
Ha allenato la nazionale Under-21 di Andorra.

## Palmarès

### Club

#### Competizioni nazionali
- Campionato andorrano: 2

Rànger's: 2005-2006, 2006-2007
- Supercoppa andorrana: 1

Rànger's: 2006